# Silvia Piva
Silvia Piva (4 luglio 1988) è un'ex calciatrice italiana, di ruolo centrocampista.

## Carriera

### Club
Silvia Piva cresce a Cormano respirando l'aria del calcio fin da bimba, il padre allenava le giovanili del Cormano, ed assieme al fratello gemello inizia a giocare nella squadra di calcio a 7 dell'oratorio, la Linea Verde, rimanendo fino all'età di 12, fin dove era possibile dal regolamento.
Si trasferisce quindi al Formativo Milan di Bresso, inizialmente inserita nella rosa delle Under-20 per poi entrare in prima squadra come titolare giocando in Serie C. Nel 2007 viene convocata in una rappresentativa regionale venendo notata dal presidente della Riozzese, società in quel momento iscritta alla Serie B, che le propose un contratto dalla stagione successiva. Piva decide quindi di trasferirsi dalla stagione 2007-2008 contribuendo alla conquista della Serie A2 da parte della squadra di Riozzo di Cerro al Lambro. Con la Riozzese riuscì a conquistare al primo anno il secondo posto e nella successiva stagione 2008-2009 la promozione in Serie A.
Nella stagione 2009-2010 decide di trasferirsi al FiammaMonza dove rimase una sola stagione al termine della quale le monzesi retrocessero in A2. Con il FiammaMonza collezionò 11 presenze.
Decide quindi di firmare per la neopromossa Mozzanica intenzionata a comporre una squadra con cui puntare ai vertici della classifica di Serie A. Con le biancoazzurre rimane una sola stagione, la 2010-2011, contribuendo a far raggiungere il massimo risultato della società, il 4º posto, con 20 presenze e 5 gol all'attivo.
L'anno successivo, a causa di problemi lavorativi che la costringono ad avvicinarsi a casa, si accorda con il Milan, stagione funestata da problemi organizzativi societari dove si alternano quattro allenatori e che la vedono retrocessa in A2 a fine campionato.
Dal 2012 fa ritorno al Mozzanica ma i problemi lavorativi diventano sempre più determinanti nell'impossibilità di trovare da parte dell'atleta un'adeguata preparazione fisica e recupero dagli infortuni, tanto che al termine della stagione 2014-2015 decide di prendere un anno sabbatico lasciando, pur se a malincuore, la società. Durante quel periodo matura la decisione di lasciare il calcio giocato per ritrovare solo qualche anno più tardi lo slancio per giocare a calcio a sette.